# Церква Святого Пантелеймона (Шевченкове)

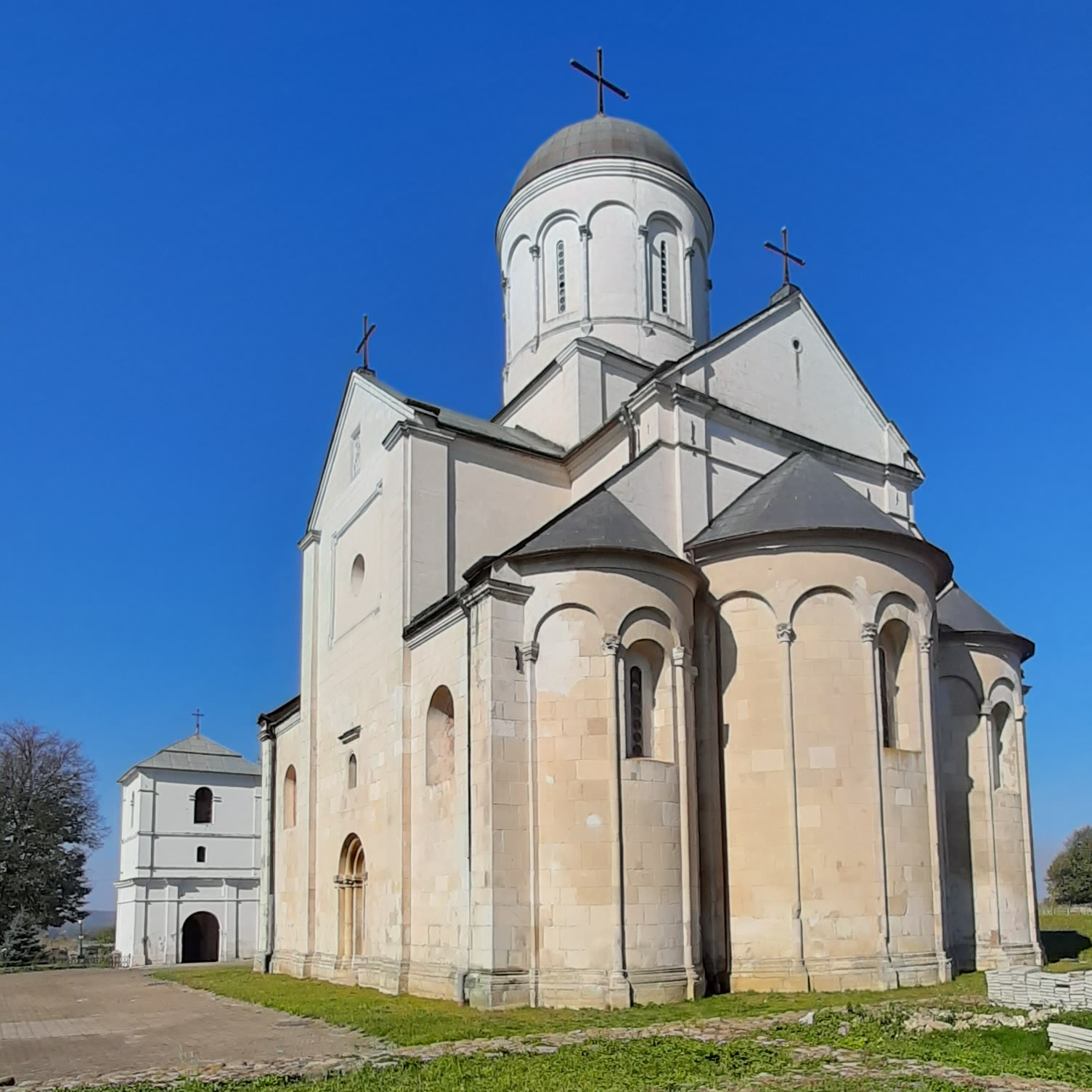
Південно-східна сторона храму. Вид на апсиди. Фото 2021 р.

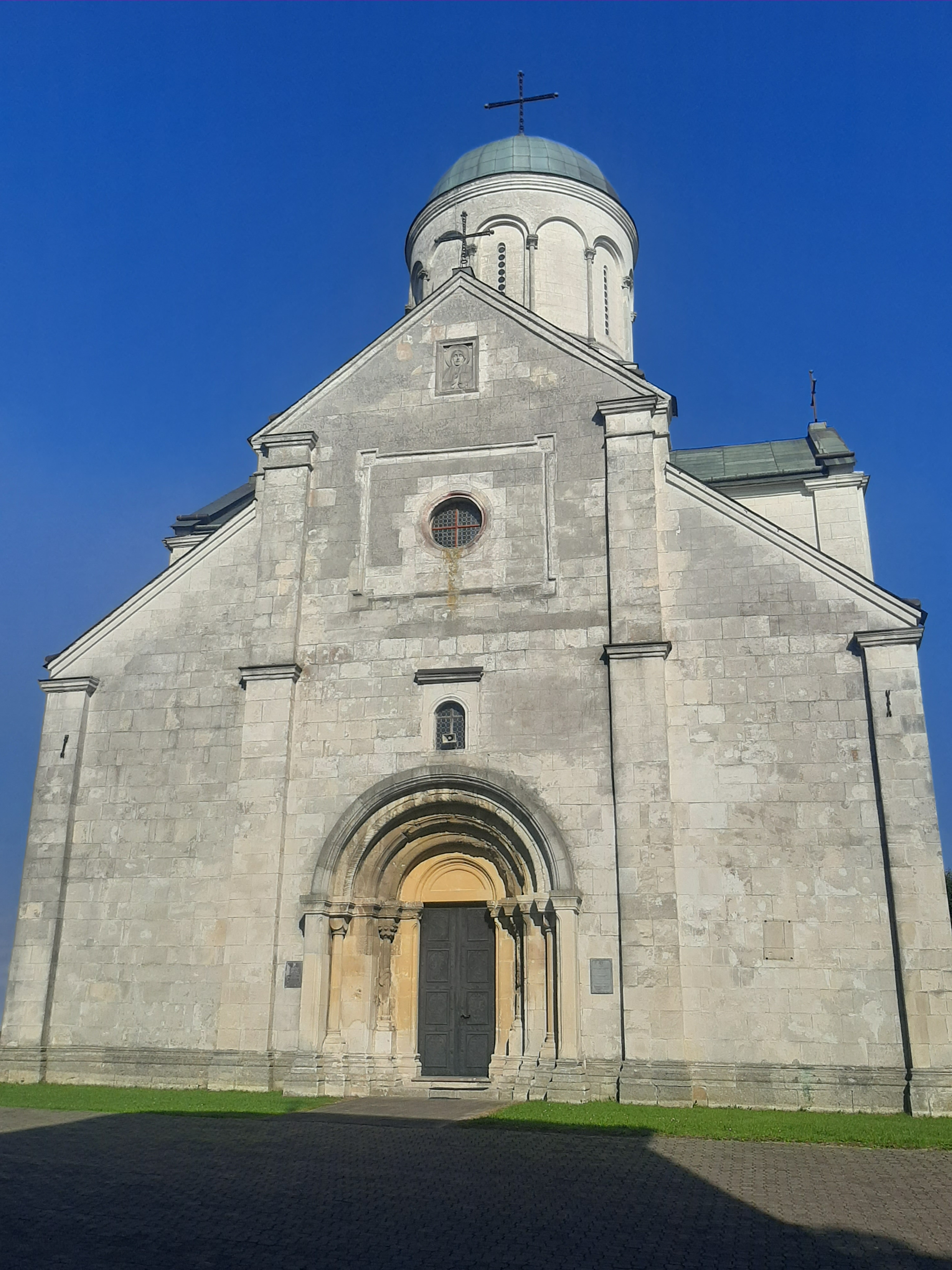
Західний фасад храму. Фото 2023 р.

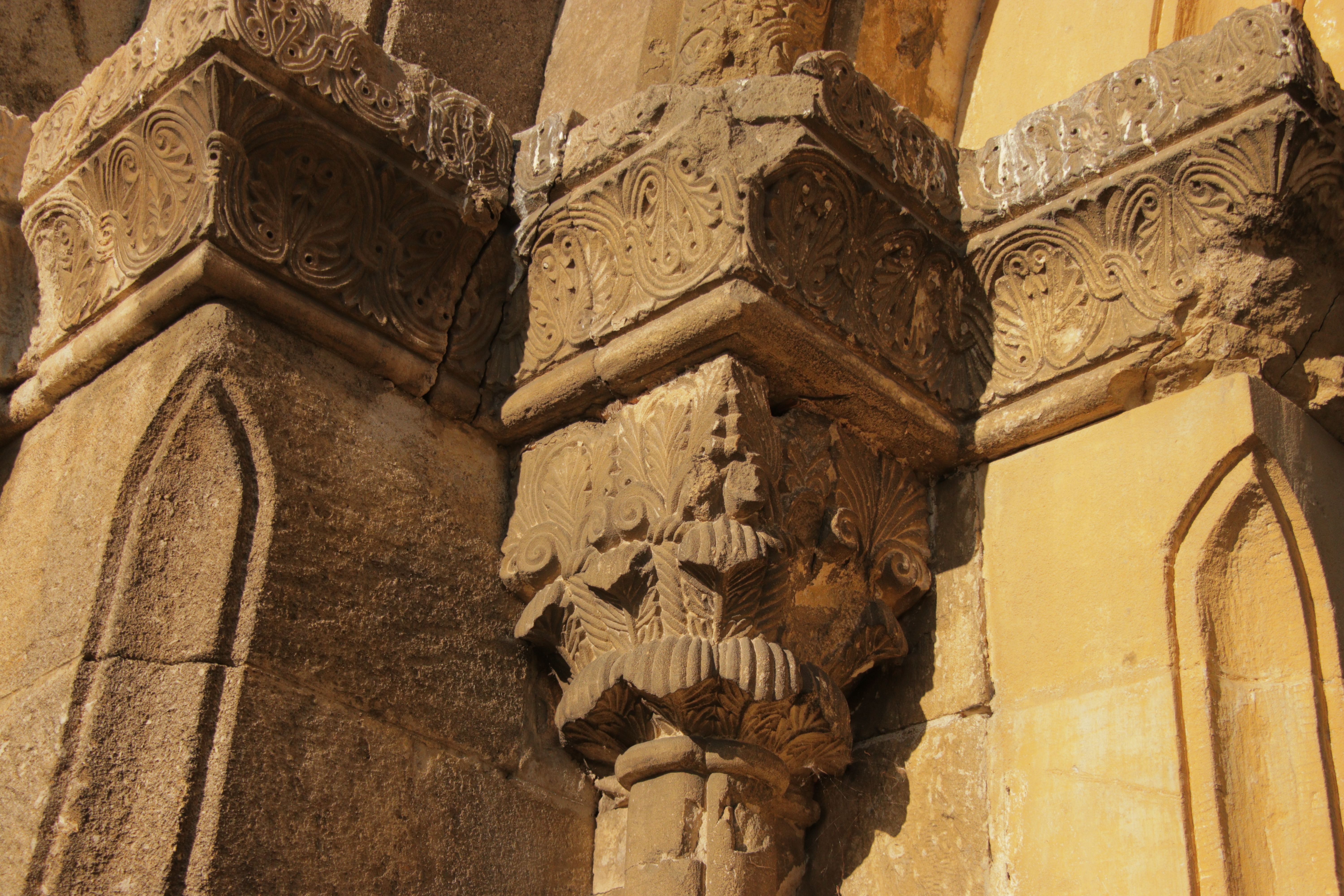
Карниз головного порталу. Романська різьба (фото 2024)

Це́рква Свято́го Пантелеймо́на — церква романо-візантійського стилю в Україні, в селі Шевченкове,  Івано-Франківської області. Єдиний і найстаріший із храмів Галицького, а пізніше і  Галицько-Волинського князівства, що зберігся до сьогодні і представляє галицьку школу архітектури княжого періоду. Пам'ятка архітектури національного значення. Монументальна хрестобанна церква зі зразками вишуканого білокам'яного різьблення і численними малюнками та графіті на стінах. Розташована поблизу сучасного Галича. Належить Українській греко-католицькій церкві. Збудована наприкінці 1180-х -1194 років князем Володимиром Ярославичем як православна церква. Впродовж 1199 -1205 рр. поблизу храму був палац князя Романа Мстиславовича, де, ймовірно, народився майбутній король Русі Данило та його брат Василько. У XIV столітті перетворена на римо-католицький храм Святого Станіслава. Від 25 травня 1596 року належала Ордену францисканців. Реставрувалася у 1916-1938 рр., 1965 р. і 1996-1998 роках. У 1991 р. передана греко-католикам. Входить до складу Національного заповідника «Давній Галич».

## Історія

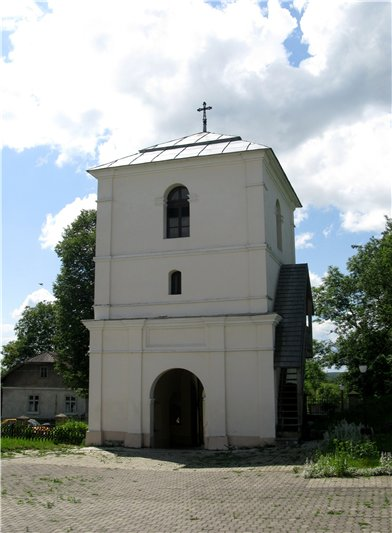
Вежа-дзвіниця (1611 р.)

У 1194 році на під'їзді до Давнього Галича, на Виноградній горі, князь Володимир Ярославич побудував величний храм. Тепер ця місцевість лежить в межах села Шевченкове (колишній Станіслав) знаходиться за 7 кілометрів на захід від Галича у місті впадіння річки Лімниці до Дністра. 
Вродовж 1200-1213 рр., на думку історика Мирослава Волощука, в церкві Св. Пантелеймона знаходилась одна з найбільших християнських реліквій – фраґмента Животворящого Хреста, відомого сьогодні як Хрест імператора Мануїла. До стольного Галича Дерево Життя прибуло в складі весільного потяга другої дружини Романа Мстиславовича.
Тепер Хрест імператора Мануїла зберігається серед реліквій собору Паризької Богоматері. 
У другій половині ХІІІ століття Галич втратив столичний статус і храм почав занепадати. У 1367 р. церква перейшла до католиків, які перетворили її на катедральну церкву Святого Станіслава. Цю назву пам'ятка зберігала до 1912 року. Двічі на рік — 8 травня (день св. Станіслава) і 9 серпня (день св. Пантелеймона) — тут відбувалися богослужіння.
1575 року храм зруйнували татари і він стояв пусткою 20 років.
1595 році церкву передали францисканцям, які у 1598—1611 роках перебудували її на барокову базиліку, а також розбудували біля неї монастирський комплекс і оборонні вали. В цей же час на осі головного входу до храму було зведено дзвіницю.
1676 року храм постраждав під час походу на Галич турків. Великої шкоди пам'ятці завдала пожежа 1802 року та гарматний обстріл в часи Першої світової війни.
Під час реставрації 1916-1938 років церкві майже повернули її попередній вигляд, за винятком сигнатурки. Невідреставрованим залишився й головний портал. В інтер'єрі храму зі стін зняли штукатурку і відслонили тесаний камінь. Власне тоді на нижній верстві тиньку було виявлено сліди фрескового живопису, а на кам'яних блоках — графіті.
Будівля храму охоронялась як пам'ятка архітектури Української РСР (№ 248). В 2018 році церква визнана об’єктом культурної спадщини національного значення, який внесено до Державного реєстру нерухомих пам’яток України (№ 090023-Н).
Візит до храму 14 квітня 1991 році кардинала УГКЦ Мирослава Івана Любачівського дав поштовх до відродження святині.
Впродовж  1995-1998 роках церкву відбудували (архітектор Іван Могитич) вона отримала сучасний вигляд — максимально наближений до вигляду традиційних білокамінних храмів княжої доби. 9 серпня 1998 р. її було переосвячено в греко-католицький храм парафії с. Шевченкове.

## Дослідження
Наукові дослідження храму Святого Пантелеймона розпочались всередині ХІХ ст. Першим відомим нам науковцем, що обстежив святиню у 1850 р. був Антін Петрушевич (1821-1913). Цей відомий український крилошанин і науковець неодноразово відвідував храм, який на той час функціонував як костел Св. Станіслава, при якому був зведений франциcканський монастир.
У 1881 р. А. Петрушевич видав монографію «Історичні відомості про церкву Св. Пантелеймона поблизу міста Галича». У цій праці автор висвітлює історію храму від найдавніших часів і до захоплення Галича Казимиром III у 1349 р. Праця структурована у формі запитань-відповідей, щоб таким чином висвітлити всі дискусійні питання. Вчений зазначає, що храм побудований у романському стилі, саме це дозволяє першому досліднику храму назвати фундатором святині Данила Романовича, оскільки Данило мав тісні дипломатичні зв’язки з латинським заходом, де до середини ХІІІ ст. був поширеним романський стиль побудови сакральних пам’яток. Саме тому крайньою межею датування храму є 1240 р. Окрім цього дослідник вбачає схожість архітектурних форм храму Івана в Холмі та Пантелеймонівської церкви в Галич, а це ще один  аргумент, що свідчить на користь короля Данила Романовича. 
Висловлювався А. Петрушевич і з приводу того, які майстри зводили храм Св. Пантелеймона. Ідентичність головного порталу галицького храму із церквою Наймартскірхе цього періоду у німецькому містечку Мерзенбурґ, на думку дослідника, вказує на те, що зодчі були запрошені із німецьких земель.
Також А. Петрушевич перший дослідник, який звернув увагу на графіті, що віднайшов на стінах тодішнього костелу. Виявив тут два латинські написи та два кириличні символи. Однак, вже у 1878 р. вчений не зміг їх відшукати, оскільки за наказом гвардіяна францисканського монастиря їх затинькували.
Наступним дослідником храму був видатний польський історик, мистецтвознавець, випускник Краківської Академії науки і мистецтв (Akademia Umiejętności) Владислав Лущкевич (1828–1900). Саме він звернув увагу на оригінальний стиль побудови, архітектурну різьбу та чисельні графіті. Його заслугою було те, що він вперше виконав натурні обміри та креслення пам’ятки, провів ґрунтовне обстеження церкви Св. Пантелеймона та описав різьблені деталі споруди, які його зацікавили, починаючи зі стилю побудови і закінчуючи архітектурним оздобленням. Найбільшим позитивом був висновок польського дослідника щодо однозначного датування пам’ятки княжою добою. Ба навіть більше, В. Лущкевич був переконаний, що храм Св. Пантелеймона, перебудований з раніше спорудженого Успенського собору. Водночас науковець переконливо визначив, які характерні риси княжої доби притаманні галицькій церкві, тим самим, ще раз доводячи, що храм побудований первісно у романському стилі, але за часи свого існування увібрав у собі стилі тих епох, які він пережив. Вчений також детально описав місцевість довкола святині, беручи до уваги навколишні села.
У 1909 році Й. Пеленський, обстежуючи церкву Пантелеймона, знайшов на її фасадах численні написи ХІІІ-XVII ст. Один із них містить дату, що відповідає 1194 р. і свідчить про побудову церкви раніше цієї дати. Цей напис міститься на південному фасаді церкви, біля третього пілястра на висоті 1,50 м від землі. Текст напису складається з 8 рядків, видряпаних на кам'яному блоці гострим предметом. Після його розшифровки, дослідник зробив висновок, що засновником храму був Галицько-Волинський володар Роман Мстиславич, який на честь свого діда, київського князя Ізяслава, християнське ім'я якого Пантелеймон, збудував цю церкву.
Стратиграфічні спостереження на окремих ділянках території церкви показують, що церква св. Пантелеймона була споруджена на малоосвоєній або неосвоєній у попередню добу території. Дотепер не визначений статус храму  - була це монастирська церква (про що може свідчити характерну для цистерської архітектури побудову храму), чи княжий храм з резиденцією галицьких правителів.
Д-р Олександр Головко припускає, що в храмі міг бути похований князь Роман Мстиславич, який мав неподалік свою резиденцію.

## Архітектура

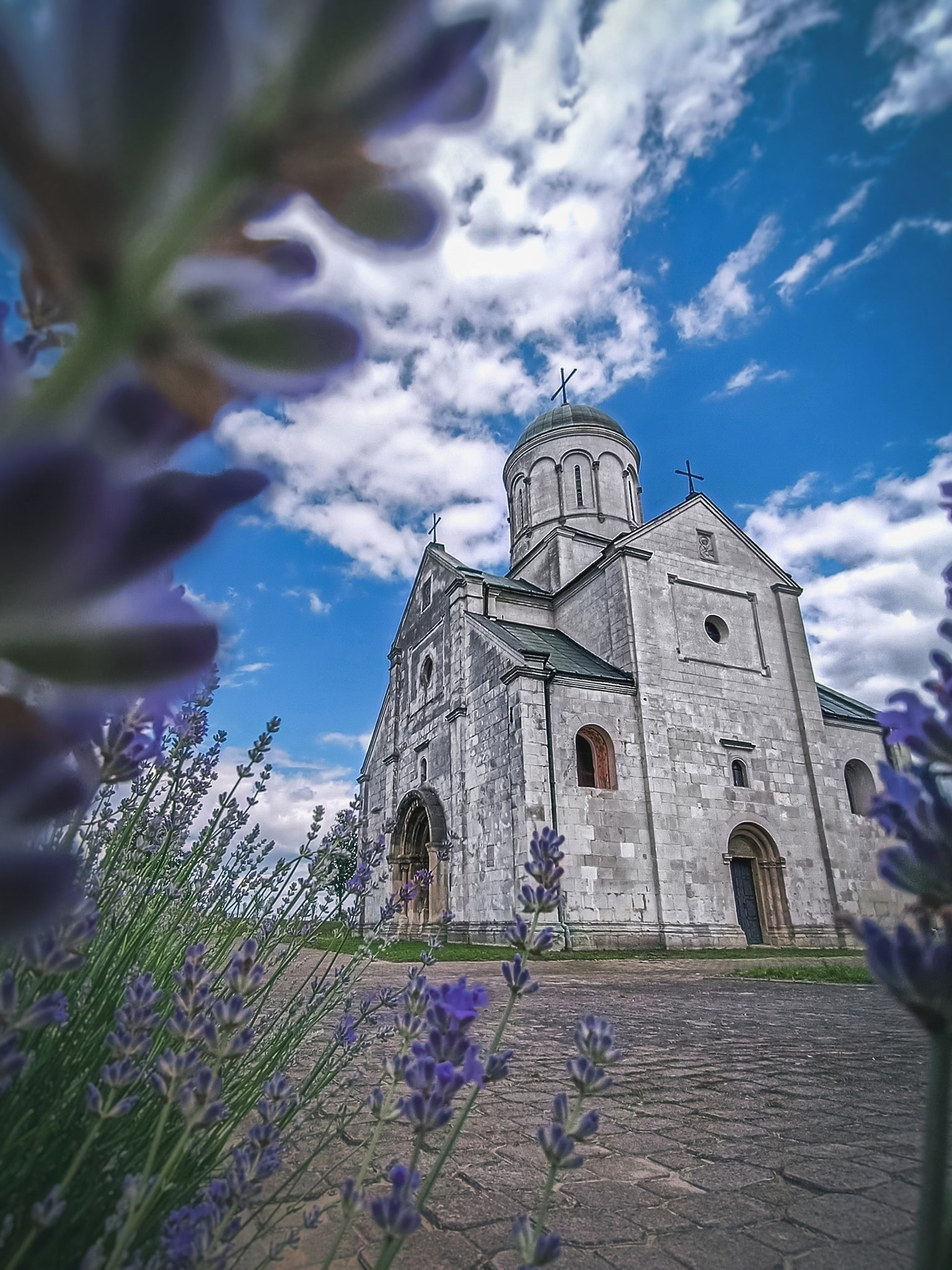
Княжий храм Св. Пантелеймона 1194 року. Південно-західна сторона (Фото 2024 р.)

У споруді церкви Святого Пантелеймона переплелися риси давньоруської і романської архітектур. Вона являє собою чотиристовпний хрестовобанний храм, в якому на підпружних арках, що спираються на стовпи, здіймається кругла баня з купольним завершенням.
Найбагатшим за формою і декором є західний портал. Він значно виступає за площину фасадної стіни і своїми формами нагадує проспективні портали в романській архітектурі Західної Європи. Портал оздоблюють дві пари колон з капітелями. Фусти колон, які ближчі до входу, оздоблені посередині вузлами. На краях плінтусів, що під базами, вирізьблені так звані «жаби». Ці колони автентичні, вони єдині не були зруйновані артилерійським обстрілом 1915 року.
Південний портал більш стриманий щодо скульптурного декору, але його архітектурне вирішення таке, як і західного. Формі уступів відповідає форма архівольту.
Апсиди декоровані тонкими півколонками, на які спирається аркатурний пояс. Різьблені капітелі центральної апсиди мають розмаїтий малюнок. Ці капітелі й аркатурний фриз автентичні.

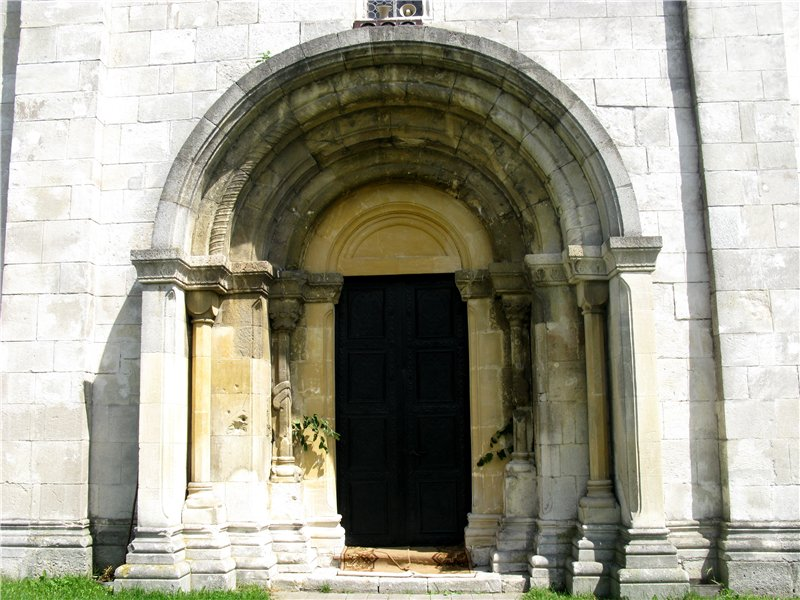
Знаменитий різьблений західний портал
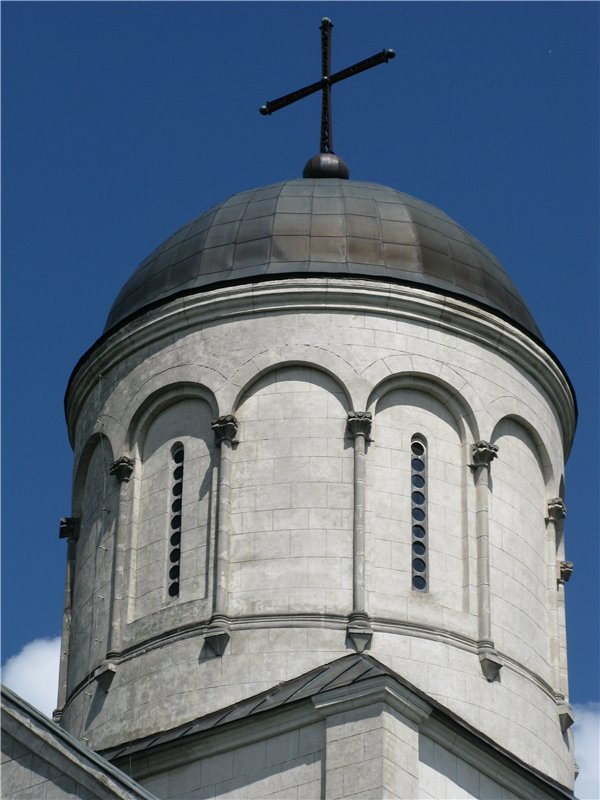
Баня з купольним завершенням
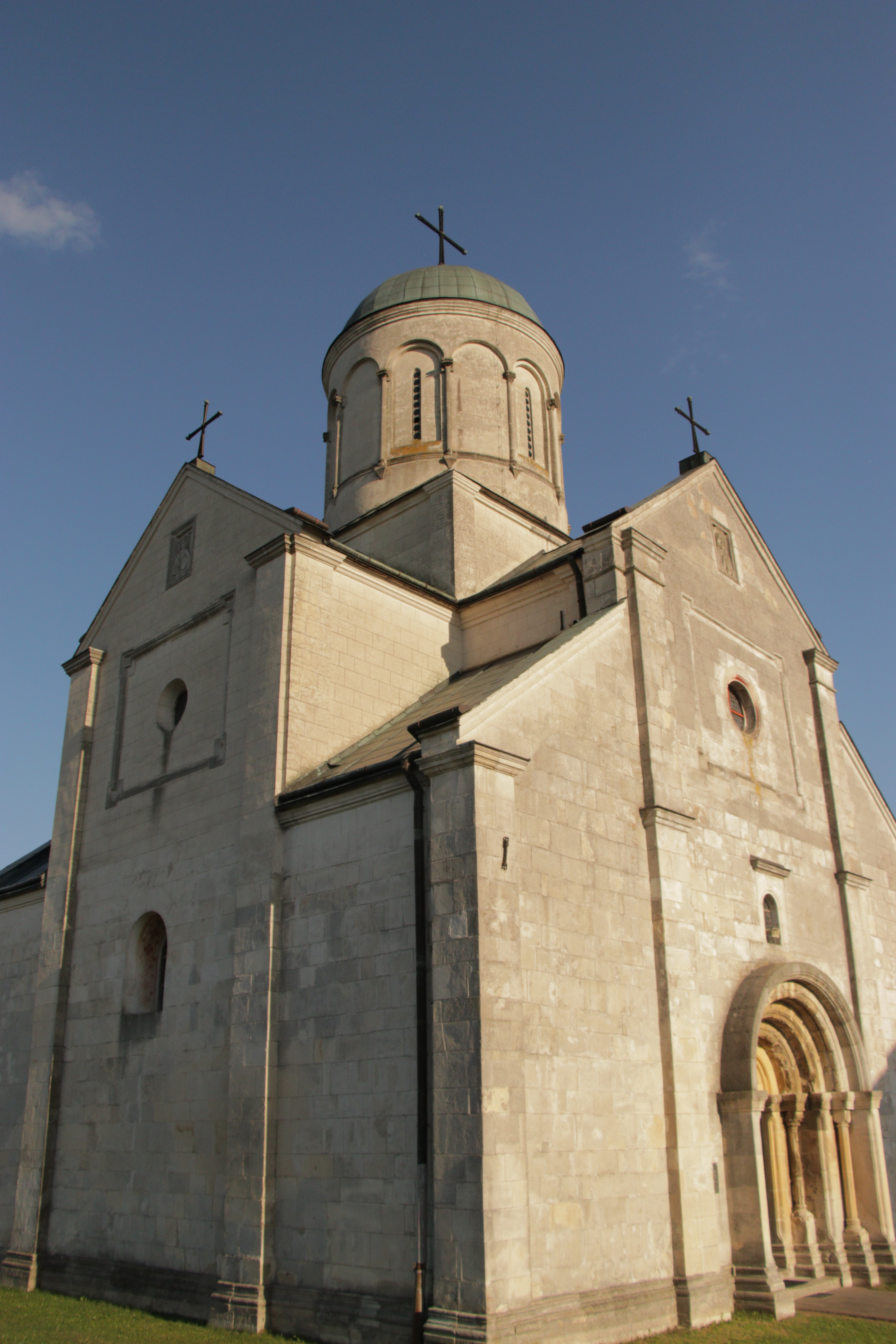
Північно-західна сторона храму
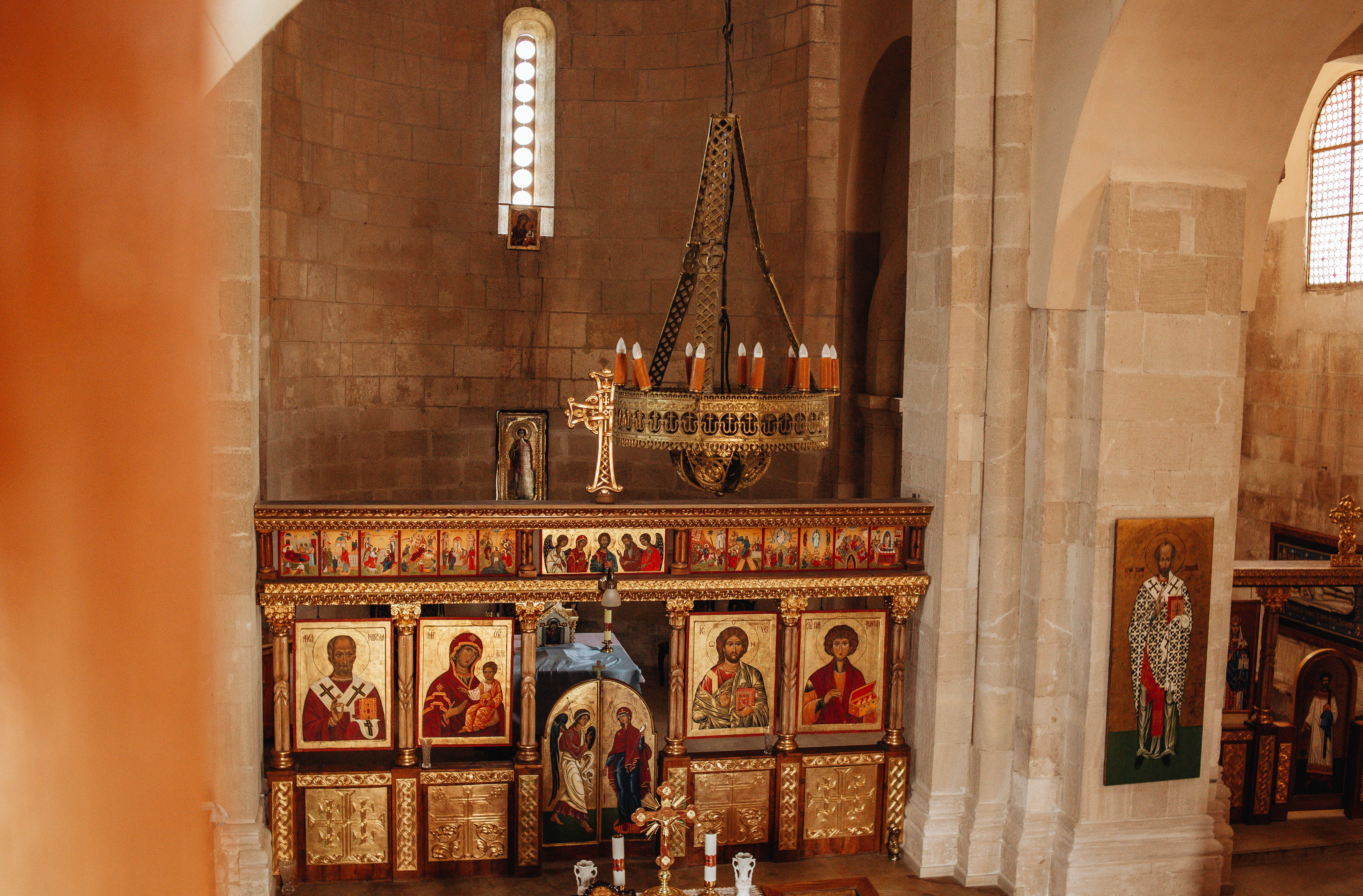
Інтер'єр храму. Вівтарна перегородка відтворена у 1998 р. Автор проєкту Наталія Сліпченко.
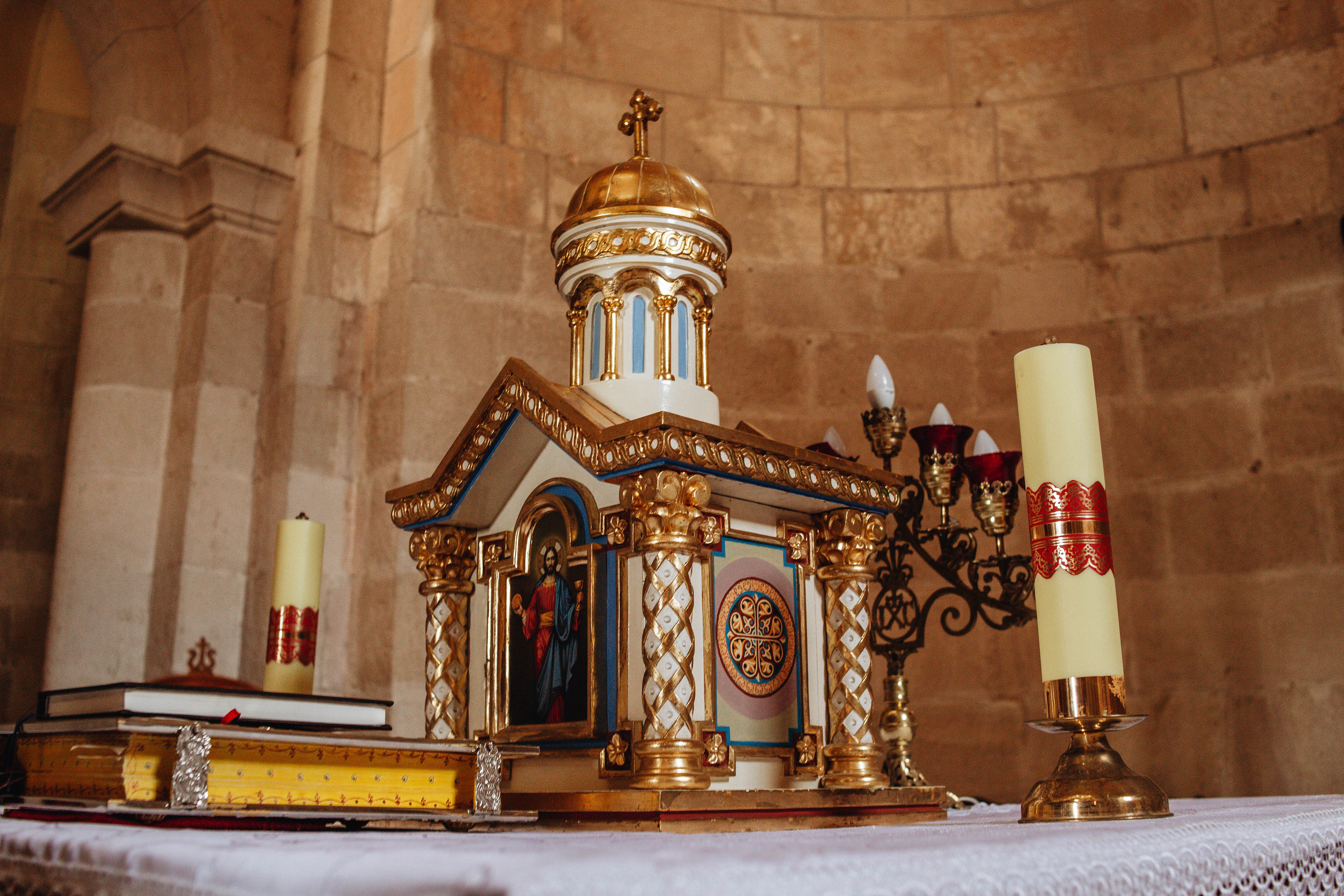

Дзвіниця
Вежа-дзвіниця — квадратна в плані, двоярусна, з наметовим дахом. Дзвіницю збудували одночасно з перебудовою церкви францисканцями на початку XVII ст. Тоді вона була частиною західної лінії оборонних валів, які оточували колишній монастир. Нижній ярус слугував в'їзною брамою, верхній — оборонною вежею та дзвіницею. Через рів, що був розташований перед валами, до брами вів звідний міст. Вежа-дзвіниця стоїть на фундаментах, які викладені з тесаних блоків, які імовірно залишились, ще від часу перебудови церкви на базиліку. Стіни вежі муровані з цегли і незначної кількості опоки.